# Langkap (Kertanegara)
Langkap is een bestuurslaag in het regentschap Purbalingga van de provincie Midden-Java, Indonesië. Langkap telt 3546 inwoners (volkstelling 2010).